# Ultima Underworld II: Labyrinth of Worlds
Ultima Underworld II: Labyrinth of Worlds è un videogioco di ruolo in prima persona del 1993 sviluppato da LookingGlass Technologies e pubblicato da Origin Systems. Il gioco è ambientato nell'universo fantasy di Ultima, come il precedente gioco della serie Ultima Underworld: The Stygian Abyss. I giocatori assumono il ruolo di Avatar, il protagonista della serie Ultima, e si avventurano attraverso molteplici dimensioni mentre cercano di impedire al malvagio Guardiano di conquistare il dominio del mondo. La progressione è in gran parte non lineare.

## Trama

### Ambientazione e personaggi
Ultima Underworld II è ambientato nel mondo fantastico della serie Ultima. Si svolge attraverso più dimensioni parallele: la prima è Britannia, l'ambientazione tradizionale dei giochi Ultima. Il protagonista è l'Avatar, il personaggio principale della serie. Cronologicamente, gli eventi del gioco si verificano direttamente dopo quelli di Ultima VII: The Black Gate, piuttosto che quelli dell'originale Ultima Underworld. Come in Ultima VII, il cattivo di Ultima Underworld II è il Guardiano, un essere malvagio che cerca di conquistare Britannia. Il gioco presenta personaggi ricorrenti dei precedenti giochi Ultima, come Lord British, Nystul, Dupre, Iolo e il sindaco Patterson. Sono presenti anche Lady Tory e Miranda, l'ultima delle quali è apparsa anche in Ultima VII.

### Storia
Un anno dopo gli eventi di Ultima VII: The Black Gate, l'Avatar e molti altri personaggi ricorrenti della serie Ultima partecipano a una celebrazione al castello di Lord British. Tuttavia, rimangono intrappolati quando una grande cupola di impenetrabile "roccianera" copre il castello. Il Guardiano intende attaccare Britannia mentre i personaggi sono intrappolati, e spiega che coloro che non si arrenderanno verranno lasciati morire nella cupola. Esaminando le fogne sotto il castello, l'Avatar individua un cristallo di roccia nera più piccolo che conduce a dimensioni alternative. La magia usata dal Guardiano per sigillare il castello aveva infatti causato l'apertura di portali interdimensionali tra otto mondi paralleli, ognuno dei quali è un "centro" per il potere del Guardiano attraverso le dimensioni. Gli abitanti di queste dimensioni sono governati dal Guardiano e il giocatore deve liberare ogni mondo per indebolire il potere del Guardiano sul castello di Lord British e altrove. Il Guardiano si prende gioco degli sforzi dell'Avatar nei suoi sogni durante il gioco. Mentre Avatar esplora altri mondi, una trama parallela si svolge nel castello, infatti una delle persone intrappolate nel castello è un traditore e l'Avatar deve scoprire la sua identità.
La prima dimensione visitata dall'Avatar è una torre-prigione a "Fyrna", che è stata conquistata dai goblin guidati dal Guardiano. Lì, il giocatore salva un leader della resistenza umana di nome Bishop, che torna dal suo popolo per guidare una ribellione contro il Guardiano. Di ritorno al castello, il giocatore consegna una piccola gemma di roccia nera ottenuta nella torre della prigione a Nystul, che la incanta per distruggere il portale nelle fogne. Successivamente, il giocatore visita Killorn Keep, una fortezza galleggiante in una dimensione diversa. Altara, una strega di Killorn Keep alleata di Bishop, avverte l'Avatar che il Guardiano ha nascosto una spia magica sotto il castello in Britannia, Fornendogli un pugnale speciale con cui ucciderlo. Dopo aver eliminato la spia, l'Avatar visita una dimensione di caverne di ghiaccio dove sono presenti i resti di una civiltà distrutta dal Guardiano, ora governata da un fantasma di nome Beatrice. L'Avatar ritorna al castello e scopre che Lady Tory è stata assassinata dal traditore. La dimensione successiva è Talorus, un mondo abitato da esseri energetici chiamati "Taloridi" ciascuno dei quali ha un unico scopo nella vita, come conoscere solo il passato o produrre pietre runiche. I Taloridi vengono creati per servire il Guardiano, ma l'Avatar distrugge e sostituisce l'unico Taloride riproduttivo per liberare la razza.
L'Avatar completa poi una serie di test alla Scintillus Academy, una scuola di magia il cui staff è stato ucciso dal Guardiano. Successivamente, il giocatore si reca alle Fosse della carneficina, una prigione sotterranea in un mondo in cui il Guardiano addestra i soldati ad attaccare altre dimensioni; e alla Tomba di Praecor Loth, dove è sepolto un re ucciso in una guerra con il Guardiano. Infine, l'Avatar visita il Vuoto Etereo, uno strano mondo con percorsi fluttuanti e luminosi e senza mappa. Alla fine, l'Avatar scopre che il sindaco Patterson è il traditore e distrugge la cupola di roccia nera, ponendo fine alla minaccia del Guardiano.

## Modalità di Gioco
Ultima Underworld II è un videogioco di ruolo in prima persona dove il giocatore può muoversi in un ambiente grafico tridimensionale (3D). L'obiettivo del giocatore è avventurarsi in ambienti interni simili a dungeon attraverso otto dimensioni parallele, completando missioni per aiutare gli abitanti di ogni mondo. Il giocatore utilizza il cursore del mouse per interagire con il mondo del gioco e per manipolare l'interfaccia HUD. Le icone sull'HUD consentono al giocatore di esaminare gli oggetti da vicino, di conversare con personaggi non giocanti (NPC) e di estrarre l'arma del personaggio giocante, tra le altre cose. Durante il gioco, il giocatore può raccogliere oggetti che vengono mostrati nell'inventario sull'HUD. Poiché utilizza lo stesso motore di gioco del suo predecessore, Ultima Underworld II ne condivide molte caratteristiche innovative per l'epoca. Ad esempio, il personaggio può nuotare e saltare e il giocatore può orientarsi nel mondo con una mappa automatica.
Il giocatore inizia creando un personaggio, per il quale possono essere selezionate caratteristiche come sesso, la classe e le abilità. Il gioco inizia nel castello di Lord British, attraverso il quale il giocatore accede ad altre dimensioni. Il personaggio del giocatore guadagna punti esperienza combattendo, completando missioni ed esplorando. Durante il combattimento, il giocatore attacca facendo clic sullo schermo: vengono inflitti più danni quando il giocatore tiene premuto il pulsante di attacco. A seconda di dove il giocatore fa clic, si verificano diversi tipi di attacchi, come spinte e tagli. Il giocatore può lanciare incantesimi utilizzando un'appropriata combinazione di "pietre runiche", che vengono raccolte durante il gioco. Quando sono stati accumulati abbastanza punti esperienza, il personaggio del giocatore sale di livello e guadagna punti ferita. I punti esperienza garantiscono anche "punti abilità", che consentono al personaggio di aumentare il livello delle abilità. A differenza di Ultima Underworld: The Stygian Abyss, le abilità non vengono migliorate nei santuari; piuttosto, vengono aumentati allenandosi con gli NPC al castello o in altre dimensioni. 
Come il suo predecessore, Ultima Underworld II è stato progettato per offrire una maggiore interazione al giocatore col mondo di gioco. Gli sviluppatori hanno tentato di combinare elementi di gioco di ruolo con "una sofisticata simulazione tridimensionale di un mondo sensato e credibile". Ad esempio, le torce si bruciano, gli oggetti si consumano nel tempo e il personaggio del giocatore deve mangiare. Molti oggetti nel gioco sono inutili ma sono stati inclusi per motivi di realismo. Il gioco non è lineare, nel senso che i giocatori devono "visitare e rivisitare" le aree man mano che il personaggio acquisisce abilità e diventa più forte, invece di "ripulire ogni metro quadrato mentre procede". Molte situazioni ed enigmi nel gioco hanno molteplici soluzioni.

## Sviluppo
Looking Glass Technologies iniziò a sviluppare Ultima Underworld II nell'aprile 1992. L'obiettivo del team era quello di basarsi sulle fondamenta gettate dal predecessore del gioco, Ultima Underworld: The Stygian Abyss. scrivendo però una trama migliore e più complessa e includendo elementi di simulazione migliorati. Secondo il responsabile del progetto Doug Church, il "più grande vantaggio" del team era la presenza di quattro designer dedicati; al contrario, ogni membro della squadra del gioco originale aveva assunto più ruoli. La Tomba di Praecor Loth è stata in gran parte creata dallo scrittore principale Austin Grossman, che ha preso ispirazione dal modulo Tomb of Horrors di Dungeons & Dragons. I progettisti aggiuntivi hanno permesso a Looking Glass di rivedere più attentamente i livelli in Ultima Underworld II, in modo che i giocatori avessero "cose interessanti" da vedere e da fare ogni volta che esploravano un'area. Il team ha tentato di perfezionare le meccaniche del gioco di ruolo di Ultima Underworld, bilanciando molte abilità già presenti nel gioco precedente. Sono stati aggiunti più enigmi e il mondo di gioco è stato reso molte volte più grande di quello di Ultima Underworld, secondo Church. In seguito ha creduto che la squadra fosse troppo ambiziosa e che di conseguenza il gioco non fosse sufficientemente rifinito.
Come il suo predecessore, Ultima Underworld II è stato prodotto da Warren Spector, che era il principale collegamento di Looking Glass con l'editore Origin Systems. Church in seguito ha elogiato la gestione del progetto da parte di Spector: le sue conversazioni telefoniche settimanali e gli incontri mensili con Looking Glass hanno aiutato Church e il team a dirigere il focus dello sforzo creativo durante lo sviluppo. Quando il team non è riuscito a produrre abbastanza asset grafici per il gioco, Spector ha integrato il team artistico con appaltatori di Origin, operazione che Church riteneva fosse "fondamentale" per il rilascio del gioco nei tempi previsti. A causa della lontananza del team artistico da Looking Glass, Church ha dovuto telefonare a "nove prefissi diversi ogni due giorni per controllare la situazione". Dan Schmidt ed il neoassunto Seamus Blackley hanno composto la colonna sonora del gioco nell'appartamento di Blackley in una settimana. Hanno tentato di dare a ogni mondo un suono unico, nascondendo le variazioni del tema principale in ogni traccia. Il sistema musicale dell'originale Ultima è stato mantenuto con solo piccole modifiche, ma il team ha incluso effetti sonori digitalizzati invece dell'audio sintetizzato utilizzato nel primo gioco.
Ultima Underworld II è stato sviluppato in nove mesi. L'uscita era originariamente prevista per febbraio 1993, ma la data è stata successivamente spostata a dicembre 1992. Il gioco è stato sottoposto a due mesi e mezzo di test da parte dei dipendenti di Origin e Looking Glass, e di società di testing remote. Secondo Church la fase di testing ha richiesto più tempo del previsto a causa delle lamentele dei playtester e della presenza di numerosi bug. Church si è recata al quartier generale di Origin in Texas durante le fasi finali dello sviluppo. La squadra "ha cercato disperatamente di pubblicare entro Natale" ed il gioco è stato completato intorno al 18 dicembre. Church ha compilato la versione finale sul suo portatile nell'ufficio di Spector. Tuttavia, il gioco è stato trattenuto per ulteriori test, anche se avrebbe potuto essere spedito nei tempi previsti. Church in seguito commentò: "C'era un bug che non potevamo riprodurre, e tutti volevano davvero tornare a casa per Natale. Alla fine ci siamo presi qualche giorno libero, lo abbiamo controllato qualche giorno in più e abbiamo utilizzato comunque quella versione." Il ritardo ha fatto sì che il gioco saltasse le festività natalizie. È stato spedito nel gennaio 1993.

### Tecnologia
Ultima Underworld II è stato realizzato con una versione migliorata del motore di gioco utilizzato per il suo predecessore. Il team ha migliorato le sue capacità grafiche: ha ampliato la visuale in prima persona del 30%, ha ampliato la tavolozza dei colori, ha aggiunto più oggetti 3D, ha aumentato le dimensioni e l'animazione degli sprite dei personaggi e ha scritto un nuovo algoritmo di mappatura delle texture. Il regista Paul Neurath ha commentato che la mappatura delle texture del gioco precedente non era riuscita a "essere così buona come speravamo" e che il nuovo sistema ha soddisfatto le loro ambizioni. Il codice del gioco è più grande di circa il 30% rispetto a quello di Ultima Underworld, una ridondanza che Church ha attribuito alla "sindrome del secondo progetto".

## Accoglienza
Secondo Paul Neurath, Ultima Underworld II e il suo predecessore hanno venduto insieme mezzo milione di copie. Paul Presley di PC Review ha definito il gioco "enorme" e ne ha elogiato l'atmosfera, la maggiore varietà e i dettagli grafici più elevati. Tuttavia, ha scoperto che il gioco, a differenza del suo predecessore, non presenta "nulla che lo porti su un livello più alto per aspettare che gli altri lo raggiungano". Ha riassunto Ultima Underworld II come "magnifico" e ha scritto: "Se qualcuno mi desse 40 sterline e dicesse di acquistare Underworld I o II, prenderei il seguito in qualsiasi momento". David McCandless di PC Zone ha scritto: "Niente può prepararti completamente alla libertà che il gioco ti dà. È quanto di più vicino alla realtà virtuale potresti mai ottenere dal driver del tuo mouse." Ha elogiato il suono atmosferico del gioco e ha definito la sua grafica "straordinaria": su un computer di fascia alta, ha scoperto che "i dungeon possono muoversi come un film". In parte a causa delle grandi dimensioni del gioco, ha ritenuto che Ultima Underworld II fosse più flessibile e meno coinvolgente rispetto al suo predecessore, ma ha concluso che i giocatori sarebbero comunque "sedersi lì, sbavare leggermente e dire 'maledizione' ogni otto-dieci minuti". 
William Burril del Toronto Star lo ha definito "il miglior gioco di ruolo fantasy in questo mondo (o in qualsiasi altro mondo parallelo)." Ha elogiato la sua mappa automatica e ha notato la sua maggiore fedeltà grafica. Tuttavia, ha scoperto che il sistema di controllo richiedeva tempo per essere appreso e ha affermato: "Questo non è un gioco che puoi padroneggiare rapidamente o giocare in una notte. Ha le sue frustrazioni e i suoi difetti, nonostante il suo design brillante". Ha riassunto che "coloro che saranno pazienti saranno riccamente ricompensati con un gioco come nessun altro". Doug Sencat di Computer Gaming World ha apprezzato la grafica del gioco e ha elogiato la trama, le conversazioni e il mondo 3D per aver dato la sensazione di "essere lì". Tuttavia, ha notato che i controlli di movimento del gioco erano "una seccatura" e che la navigazione nell'ambiente era inizialmente "frustrante". Sencat era sfavorevole alla linearità della trama e dei dialoghi e all'incapacità degli NPC di intraprendere azioni indipendentemente dal giocatore. Ha descritto il gioco come "una ricerca lunga ed estenuante" che spesso "sembra più frustrante che divertente". Sebbene Semcat lo abbia definito "un gioco di qualità relativamente alta", ha concluso: "Quando finalmente ho rivisto la luce del giorno, emergendo dal Labirinto, devo ammettere che non è stata esultanza quella che ho provato, ma puro sollievo". Scorpia della stessa rivista è stato più positivo, definendo il gioco "un buon seguito del capitolo precedente".